# ديبي ويلسون
ديبي ويلسون (23 مارس 1961 - ) (بالإنجليزية: Debbie Wilson)‏ هي لاعبة كريكت أسترالية. شاركت مع منتخب أستراليا الوطني للكريكت.

## وصلات خارجية
- ديبي ويلسون على موقع إي آس بي آن كريك إنفو (الإنجليزية)